# Université d'État de Bélarus d'informatique et de radioélectronique
L'université d'État de Bélarus d'informatique et de radioélectronique (en biélorusse : Беларускі дзяржаўны ўніверсітэт інфарматыкі і радыёэлектронікі) est une université publique biélorusse située à Minsk.

## Historique
Fondée en 1964, l'université d'État de Bélarus d'informatique et de radioélectronique (à 1993 L'Institut Radiotechnique de Minsk) est un établissement d'enseignement supérieur qui joue un rôle principal dans la République du Bélarus en éducation d'ingénieur de radiotechnique, d'électronique et des télécommunications.
Aujourd'hui[Quand ?] l'université forme les ingénieurs de 30 spécialités et de 25 spécialisations dans les domaines d'Informatique, de Micro- et Nanoélectronique, de Radioélectronique, de Télécommunication, de Systèmes Assistés par Ordinateur, d'Automatique, de Conception d'Appareils Électroniques, de Radiodiffusion et d'Électronique Médicale.

## Institutions
L'université d'État de Bélarus d'informatique et de radioélectronique est composée des dix facultés suivantes :
- Faculté de construction et de technologie
- Faculté d'automatique et d'informatique de gestion
- Faculté de radiotechnique et d'électronique
- Faculté d'informatique et de systèmes d'ordinateurs
- Faculté de télécommunication
- Faculté d'ingénierie et économiques
- Faculté militaire
- Faculté d'éducation par correspondance
- Faculté d'enseignement continue et à distance
- Faculté préparatoire et d'orientation professionnelle

## Galerie

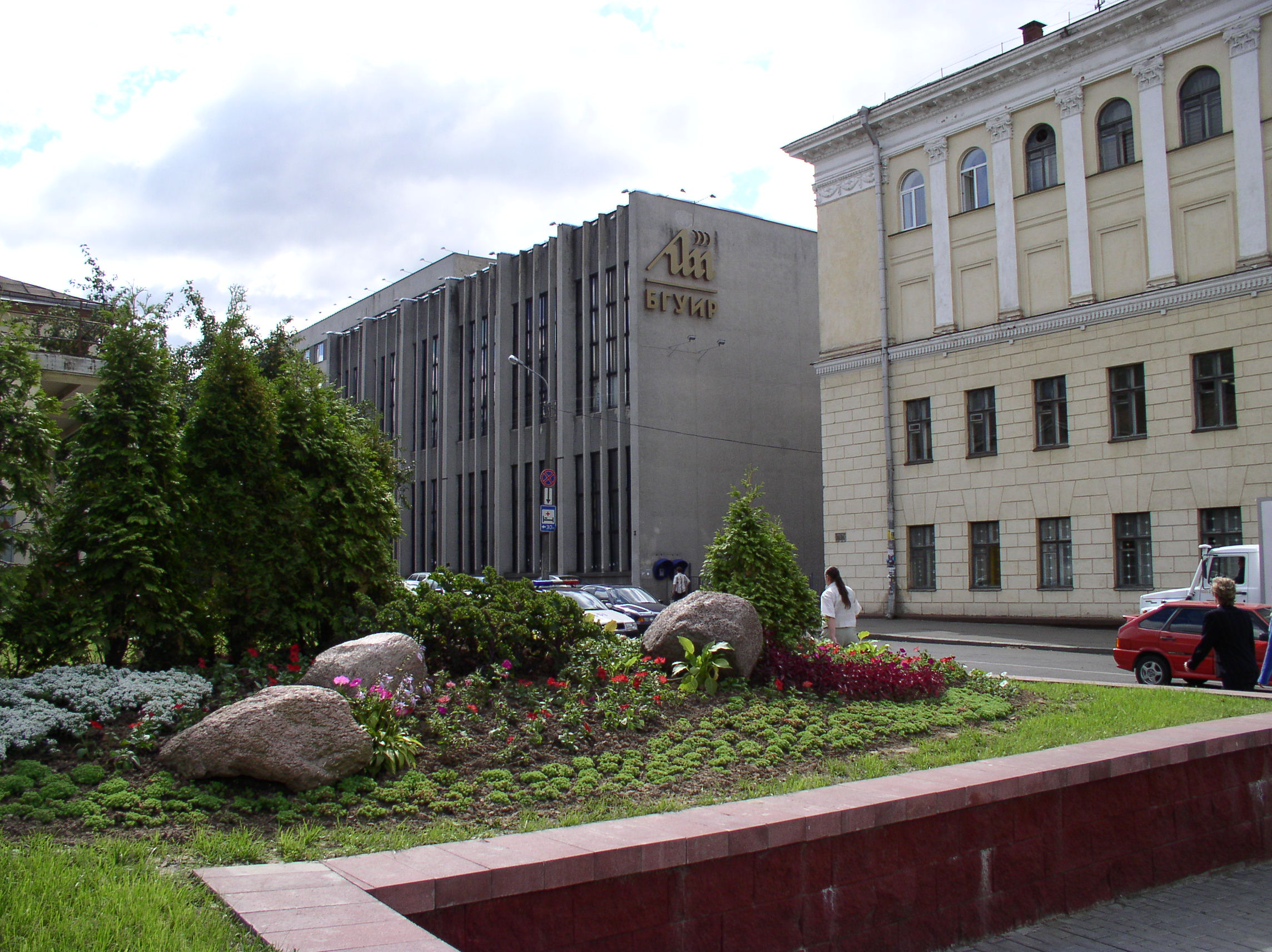
Bâtiment de l'université
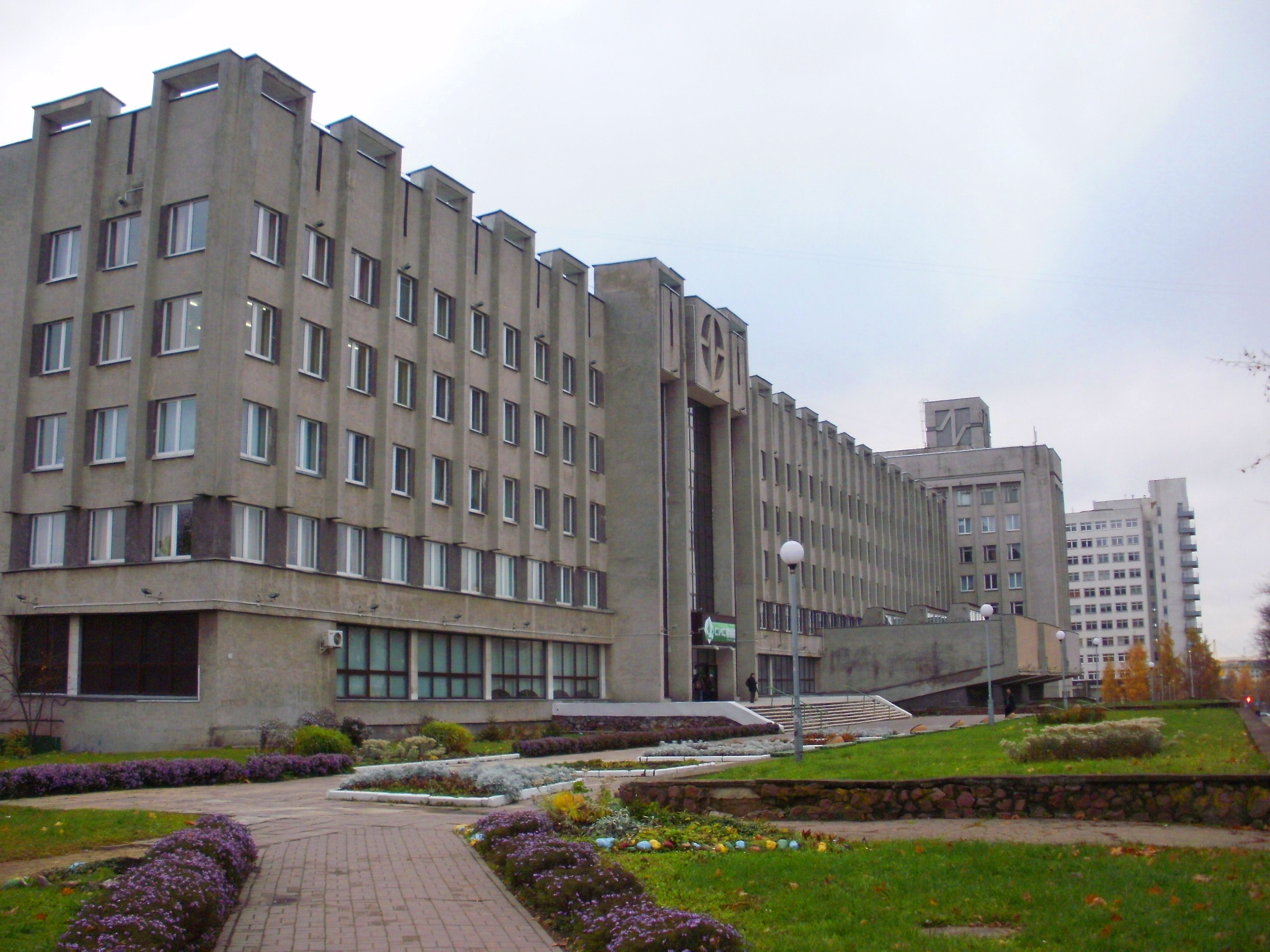
Bâtiment de l'université